# Massa atòmica

Desviació de dos isòtops de masses atòmiques diferents en un camp magnètic d'un espectròmetre de massa.

La massa atòmica, simbolitzada ma, és la massa d'un àtom en el seu estat fonamental expressada en kilograms o en unitats de massa atòmica, essent aquesta mu = 1 u = 1,660 538 782(83) × 10–27 kg.
Els valors de les masses atòmiques són molt petits, entre 1 u i 300 u, o entre 1 yg i 500 yg. Més exactament van d'1,007 825 032 u = 1,673 534 × 10–27 kg per al proti, l'isòtop de l'hidrogen ¹H, l'àtom més lleuger que es troba a l'univers, fins a 294,213 92 u = 488,554 05 × 10–27 kg per a l'isòtop d'oganessó 294Og, l'àtom més pesant obtingut fins ara de forma artificial i inestable.
Els valors de masses atòmiques s'empren quan s'han de fer càlculs per a un determinat isòtop (desintegracions radioactives, fusió nuclear, fissió nuclear, etc.). En física nuclear sovint s'expressen les masses atòmiques amb la seva equivalència en energia a partir de l'equació d'Einstein d'equivalència entre massa i energia {\textstyle E=m\cdot c^{2}}, que relaciona l'energia d'una partícula {\displaystyle E} amb la seva massa {\displaystyle m} i la velocitat de la llum al buit {\displaystyle c}. Les unitats habituals són els MeV. El càlcul amb l'isòtop d'hidrogen més lleuger, el proti 1H és:
{\displaystyle E(\mathrm {^{1}H} )=m_{a}(\mathrm {^{1}H} )\cdot c^{2}=1,673\ 534\times 10^{-27}\mathrm {kg} \cdot (299\ 792\ 458\ \mathrm {m\ s^{-1}} )^{2}\cdot {\frac {1\ \mathrm {eV} }{1,602\ 176\ 487\times 10^{-19}\mathrm {J} }}=938,78\ \mathrm {MeV} }

## Determinació experimental

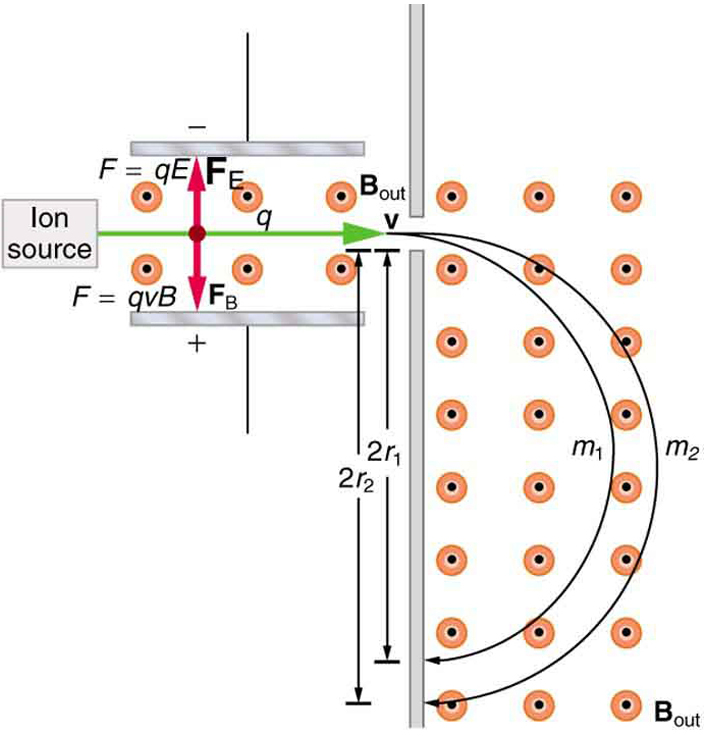
Esquema d'un espectròmetre de masses.

Les masses atòmiques actualment es determinen experimentalment mitjançant espectrometria de massa, que utilitza la desviació magnètica dels àtoms ionitzats i accelerats en un camp elèctric {\displaystyle E_{1}}. En un primer pas, els àtoms s'han de vaporitzar escalfant la mostra i ionitzar, per exemple irradiant-los amb una font radioactiva. Les partícules α o β s'emeten a gran velocitat per part del radioisòtop i xoquen amb les capes d'electrons més externes dels àtoms, arrabassant alguns electrons, de manera que els àtoms queden carregats positivament amb una càrrega {\displaystyle q}, múltiple sencer de la càrrega elèctrica elemental {\displaystyle e}. Tot seguit a aquests cations de càrrega {\displaystyle q=ne} i massa {\displaystyle m_{a}} entren dins d'un primer camp elèctric {\displaystyle E_{1}} on la diferència de potencial {\displaystyle \Delta V} els accelera assolint una gran velocitat {\displaystyle v}, que és expressada per:
{\displaystyle v={\sqrt {\frac {2q\Delta V}{m_{a}}}}={\sqrt {\frac {2ne\Delta V}{m_{a}}}}}
A continuació passen per un selector de velocitat, que pot estar constituït per un segon camp elèctric {\displaystyle E_{2}} i un primer camp magnètic {\displaystyle B_{1}} perpendiculars, de manera que produeixen forces oposades (elèctrica {\textstyle F_{C}=qE_{2}} i magnètica {\textstyle F_{L}=qvB_{1}}). Aquests camps s'ajusten degudament de forma que només els cations que duen una determinada velocitat poden travessar-lo. Finalment, els cations entren dins d'un segon camp magnètic {\displaystyle B_{2}} on es desvien gràcies a la força de Lorentz {\textstyle F_{L}=qvB_{2}} seguint una trajectòria circular fins a un detector que permet determinar el radi de la trajectòria {\displaystyle R}. De la velocitat i el radi d'aquesta trajectòria se'n pot determinar la massa atòmica amb la següent expressió:
{\displaystyle {\frac {m_{a}}{n}}={\frac {eB_{2}R}{v}}}S'obtenen diferents valors a causa del fet que hi ha cations amb càrregues diferents ({\textstyle +e,+2e,+3e\ldots }) i cal fer un tractament matemàtic extrapolant els valors per a {\displaystyle n} = 1.

## Massa atòmica relativa

Casella del bor a una taula periòdica. El nombre atòmic es troba a la part superior i la massa atòmica relativa a la inferior.

La massa atòmica relativa d'un element químic {\textstyle \mathrm {E} }, simbolitzada {\textstyle A_{r}(\mathrm {E} )} i sense unitats, està definida com la mitjana ponderada de les masses atòmiques dels isòtops d'aquest element {\textstyle {\overline {m}}_{a}(\mathrm {E} )} dividida per la unitat de massa atòmica unificada {\displaystyle m_{u}}:
{\displaystyle A_{r}={\frac {{\overline {m}}_{a}(\mathrm {E} )}{m_{u}}}}Les masses atòmiques relatives hom pot trobar-les habitualment a les taules periòdiques i són valors utilitzats en química a l'hora de realitzar càlculs estequiomètrics, ja que en ells es fan servir els elements químics en la composició isotòpica terrestre. Per exemple, el bor té dos isòtops, el 10B present a la Terra en un 20 % i el 11B present en un 80 %. Les seves masses atòmiques són ma(10B) = 16,626 879 × 10–27 kg i ma(11B) = 18,281 379 × 10–27 kg, la massa atòmica mitjana del bor {\textstyle {\overline {m}}_{a}(\mathrm {B} )} s'ha de calcular com una mitjana ponderada, considerant les proporcions de cadascun dels isòtops:
{\displaystyle {\overline {m}}_{a}(\mathrm {B} )={\frac {20m_{a}(^{10}\mathrm {B} )+80m_{a}(^{11}\mathrm {B} )}{100}}=}{\displaystyle ={\frac {20\cdot 16,626\,879\times 10^{-27}+80\cdot 18,281\,379\times 10^{-27}}{100}}=17,950\,479\times 10^{-27}kg}
i, finalment, la massa atòmica relativa del bor {\textstyle A_{r}(\mathrm {B} )} és:{\displaystyle A_{r}(\mathrm {B} )={\frac {{\overline {m}}_{a}(\mathrm {B} )}{m_{u}}}={\frac {17,950\,479\times 10^{-27}\,\mathrm {kg} }{1,660\,539\times 10^{-27}\,\mathrm {kg} }}=10,810\,032}

## Unitat de massa atòmica
La unitat de massa atòmica (u o Da) és una unitat de massa no inclosa en el Sistema Internacional d'Unitats (SI) igual a la dotzena part de la massa d'un àtom de carboni 12 en el seu estat fonamental. S'empra per expressar masses dels elements químics i altres espècies químiques. La constant de massa atòmica {\displaystyle m_{u}} val:
| {\displaystyle m_{u}=1u=1,660\,539\,066\,60(50)\,\times 10^{-27}\quad kg} |

La constant de massa atòmica {\displaystyle m_{u}} està directament relacionada amb la constant d'Avogadro (NA = 1,602 214 076 × 1023 mol–1). La massa d'un sol àtom de carboni 12 s'obté dividint la massa d'un mol (unitat de quantitat de matèria) de carboni 12, per definició 12 g o 0,012 kg, entre el nombre d'àtoms presents en aquest mol, això és la constant d'Avogadro. La {\displaystyle m_{u}} és la dotzena part d'aquesta quantitat:{\displaystyle m_{u}={\frac {1}{12}}\cdot {\frac {0,012\;kg/mol\;^{12}C}{6,02214\times 10^{23}\;mol^{-1}}}={\frac {0,001\;kg/mol\;^{12}C}{6,02214\times 10^{23}\;mol^{-1}}}=1,660539\times 10^{-27}\;kg}S'ha proposat anomenar aquesta unitat dalton, símbol Da, en honor a John Dalton (1766-1844), l'autor de la teoria atòmica. S’utilitza sovint en bioquímica i biologia molecular. Tot i que mai ha estat aprovat per la Conferència General de Pesos i Mesures com unitat del Sistema Internacional, aquesta l'accepta, fins i tot combinat amb múltiples i submúltiples. Per exemple per expressar la massa de molècules grans en kilodaltons, kDa, o megadaltons, MDa, i per expressar el valor de petites diferències de massa d'àtoms o molècules en nanodaltons, nDa, fins i tot picodaltons, pDa.

## Massa atòmica i estructura nuclear

Model atòmic de Rutherford. El nucli en negre al centre envoltat pels electrons en vermell. Aquesta representació no està a escala, ja que els electrons són puntuals i el nucli és molt més petit.

El 1909 el físic britànic Ernest Rutherford (1871-1937) dugué a terme un experiment amb el seu equip, ara conegut com a experiment de Rutherford, amb l'objectiu d'estudiar l'àtom i comprovar el model atòmic suggerit el 1904 pel també físic britànic Joseph John Thomson (1856-1940). Les dades aconseguides bombardejant amb partícules α àtoms el dugueren a rebutjar el model de Thomson i a formular-ne el 1911 un de nou (model de Rutherford) que permetia explicar les observacions que havia realitzat. Bàsicament, el seu model diu que l'àtom té un nucli, molt petit, on es concentra pràcticament tota la massa atòmica i té tota la càrrega elèctrica positiva; al voltant d'ell es mouen els electrons, amb la càrrega negativa, a grans velocitats seguint òrbites circulars com ho fan els planetes del sistema solar al voltant del Sol i deixant un espai buit molt gros entre ells i el nucli, que és molt petit.
Estudis posteriors permeteren descobrir que al nucli atòmic hi havia dos tipus de partícules, els protons amb càrrega positiva, i els neutrons, sense càrrega elèctrica, i amb masses semblants. Ambdós s'anomenen nucleons perquè estan situats al nucli. La massa d'un neutró en repòs (mn = 1,675 × 10–27 kg) és un poc superior a la massa del protó en repòs (mp = 1,673× 10–27 kg). Els electrons tenen masses en repòs quasi dues mil vegades inferiors als nucleons (me = 0,000 911 × 10–27 kg).
La massa atòmica pot escriure's en funció del nombre de protons (Z o nombre atòmic) i de nucleons (A o nombre màssic):
on:
- {\displaystyle Z} és el nombre de protons de l'àtom i, també, el nombre d'electrons si l'àtom és neutre.
- {\displaystyle A-Z} és el nombre de neutrons (nucleons - protons).
- {\displaystyle m_{p}} és la massa del protó, exactament 1,672 621 637(83) × 10–27 kg.
- {\displaystyle m_{n}} és la massa del neutró, exactament 1,674 927 211(84) × 10–27 kg.
- {\displaystyle {\tfrac {E_{b}}{c^{2}}}} és el defecte màssic. Representa la massa que es perd en formar-se un nucli atòmic a partir dels nucleons lliures. El terme {\displaystyle E_{b}} és l'anomenada energia de lligadura que és la que manté units els nucleons en el nucli. En dividir-se per {\displaystyle c^{2}}, on {\displaystyle c} és la velocitat de la llum (299 792 458 m s–1), permet expressar-la en termes de massa segons l'equació d'Einstein d'equivalència massa-energia, {\textstyle E_{b}=m\cdot c^{2}}.[17]